# Trześnia
Trześnia (deutsch Birkkretscham, auch Birkenkretscham) ist ein Ort in der Stadt- und Landgemeinde Strzelin (Strehlen) im Powiat Strzeliński der Woiwodschaft Niederschlesien in Polen.

## Geschichte
Erstmals urkundlich erwähnt wurde „Byrkinkreczin“ im Jahre 1372. 1369 gelangte es durch eine Schenkung des Breslauer Bischofs Preczlaw von Pogarell an das Breslauer Domkapitel, das sich im Gegenzug verpflichtete, für dessen Seelenheil jährlich drei Heilige Messen zu singen. Im gleichen Jahr erweiterte Herzogswitwe Agnes die bischöfliche Schenkung um weitere Privilegien. 1445 ließ Opitz Czirn wegen eines Grenzstreites das bischöfliche Dorf Birkkretscham pfänden, plündern und den en und die Bauern verjagen. Trotz Zuzug deutscher Siedler und Assimilierung der slawischen Bevölkerung konnte sich in Birkkretscham noch einige Zeit die polnische Sprache behaupten. Mitte des 17. Jahrhunderts verlief die deutsch-polnische Sprachgrenze bei Strehlen. Nach dem Übergang Schlesiens infolge des Ersten Schlesischen Kriegs 1742 an Preußen gehörte Birkkretscham zum Kreis Strehlen. 1845 zählte das Dorf 50 Häuser, eine Freischoltisei, 339 überwiegend katholische Einwohner (57 evangelisch), evangelische Kirche zu Großburg, katholische Kirche zu Brosewitz, eine 1812 gegründete katholische Schule, eine Windmühle und zehn Handwerker bzw. Händler. Seit 1874 gehörte Birkkretscham zum Amtsbezirk Großburg.
Als Folge des Zweiten Weltkriegs fiel Birkkretscham 1945 mit dem größten Teil Schlesiens an Polen. Nachfolgend wurde es in Trześnia umbenannt. Die deutschen Einwohner wurden – soweit sie nicht schon vorher geflohen waren – vertrieben. Die neu angesiedelten Bewohner waren teilweise Zwangsumgesiedelte aus Ostpolen, das an die Sowjetunion gefallen war.